# Carl K. Wollam
Carl K. Wollam (ur. 10 lutego 1893, zm. 1960?) – amerykański pilot balonowy, inżynier.

## Życiorys
Pilot balonowy i sterowca w latach 1915–1920. Licencję pilota balonowego FAI-ACA nr 388 otrzymał w lutym 1918 roku. W latach 1924–28 uczestniczył w krajowych zawodach balonowych, a w latach 1924–1925 w zawodach o Puchar Gordona Bennetta. W 1925 roku po zwycięstwie w krajowych zawodach zorganizowanych w St. Joseph wystartował na balonie Goodyear III w zawodach o Puchar Gordona Bennetta. Pilotem balonu był Ward Van Orman. Podczas lotu, który rozpoczął się w Brukseli 9 czerwca 1925 roku balon początkowo przemieszczał się nad Francją w kierunku Hiszpanii, ale potem wiatr zmienił się i popchnął go w kierunku Oceanu Atlantyckiego. Van Orman po zauważeniu świateł nawigacyjnych statku Vaterland przy pomocy latarki alfabetem Morse’a przekazał kapitanowi prośbę o zgodę i bezpiecznie wylądował na przednim pokładzie. Pomimo że lot balonu Goodyear był najdłuższy, załoga została zdyskwalifikowana, ponieważ regulamin nie dopuszczał lądowania na wodzie.
W 1928 roku założył firmę Wollam Aircraft & Marine Co.